# Tuzla – Centar
Centar je mjesna zajednica grada Tuzle.

## Zemljopisni položaj
Oko Centra su Trnovac i Park Slana banja, Borić, Stari grad, Goli brijeg, Kula, Bulevar i Stupine.

## Stanovništvo
Spada u urbano područje općine Tuzle. U njoj je 31. prosinca 2006. godine prema statističkim procjenama živjelo 3.350 stanovnika u 1.007 domaćinstava.